# Walter Reynolds
Walter Reynolds (... – Mortlake, 16 novembre 1327) è stato un arcivescovo cattolico e politico britannico.
È stato vescovo di Worcester e successivamente arcivescovo di Canterbury (1313–1327) e Lord gran tesoriere nonché Lord cancelliere.

## Biografia
Reynolds era il figlio di un fornaio di Windsor nel Berkshire, e divenne un chierico al servizio di Edoardo I.
Reynolds deteneva parecchi benefici e, forse grazie alle sue capacità personali, divenne uno dei principali favoriti del principe del Galles, il futuro Edoardo II, al cui servizio rimase come guardarobiere. Non appena il principe divenne re, il 22 agosto 1307 Reynolds fu nominato Lord gran tesoriere. Il 13 novembre 1307 fu eletto vescovo di Worcester e consacrato il 13 ottobre 1308. Il 6 luglio 1310 fu nominato Cancelliere del Gran Sigillo e Lord Cancelliere. Tra i suoi doveri come Vescovo di Worcester egli doveva patrocinare e nominare il Rettore della scuola che divenne poi la Royal Grammar School di Worcester.
Reynolds fu uno dei padrini del futuro Edoardo III al battesimo del principe il 17 novembre 1312.
Quando Robert Winchelsea, arcivescovo di Canterbury, morì nel maggio 1313 Edoardo II convinse papa Clemente V a nominare il suo favorito al posto vacante di arcivescovo, e Reynolds fu intronizzato nella Cattedrale di Canterbury nel gennaio 1314 come 51º arcivescovo.
Sebbene la sua vita privata apparisse non esemplare, cercò di portare avanti alcune riforme necessarie entro la sua autorità e competenze ecclesiastiche; altresì continuò a lottare per la precedenza dell'arcivescovado di Canterbury, che logorava da secoli il rapporto tra gli arcivescovi di Canterbury e quelli di York. A tal riguardo nel 1317 scagliò un interdetto contro la città di Londra, dopo che William de Melton, arcivescovo di York, aveva attraversato le sue strade con la croce in processione.
Reynolds rimase, in generale, leale a Edoardo II fino al 1324, quando con i suoi suffraganei si oppose al sovrano in difesa del vescovo di Hereford, Adam Orleton. Lottò dunque contro Edoardo II su materie liturgiche e inviò finanziamenti alla regina Isabella di Francia sostenendola nella ribellione contro Edoardo II. Dopo aver riparato nel Kent tornò a Londra e appoggiò Edoardo III, che incoronò il 1º febbraio 1327. Fu nominato come membro del nuovo Consiglio di reggenza per il nuovo re, formato nel febbraio 1327. Nello stesso anno Reynolds diffuse in Inghilterra l'argomento politico della vox populi, vox Dei, intitolando con questo argomento un suo sermone contro Edoardo II e disobbedendo così all'avvertimento che Alcuino aveva dato a Carlomagno di resistere a questi argomenti.
Reynolds morì a Mortlake il 16 novembre 1327.

## Genealogia episcopale e successione apostolica
La genealogia episcopale è:
- Cardinale Gerardo Bianchi
- Arcivescovo Robert Winchelsey
- Arcivescovo Walter Reynolds

La successione apostolica è:
- Vescovo David ap Blethyn (1315)
- Vescovo Roger Mortival (1315)
- Vescovo John Hotham (1316)
- Vescovo John Sendale (1316)
- Vescovo Richard Newport (1317)
- Vescovo Stephen Gravesend (1319)
- Vescovo James Berkeley (1327)